# يحيى المعلمي
يحيى المُعَلِّمي (1347- 1421 هـ / 1929- 2000 م) عسكري سعودي برتبة فريق، ولغوي نحوي، وكاتب وأديب وشاعر. عضو مجمع اللغة العربية بالقاهرة، ورابطة الأدب الإسلامي العالمية. وهو والد عبد الله المعلمي مندوب السعودية لدى الأمم المتحدة في نيويورك سابقًا.

## ولادته وتحصيله
ولد يحيى بن عبد الله المُعَلِّمي في جازان، عام 1347هـ/ 1929م. ودرس المرحلة الابتدائية في مكة المكرمة، وتلقَّى تعليمه في المسجد الحرام، ونال شهادة المرحلة الثانوية من مدرسة تحضير البعثات.
ثم التحقَ طالبًا عسكريًّا بكلية قوى الأمن الداخلي، مدرسة الشرطة، عام 1367هـ/ 1947م، وبعد تخرُّجه فيها سافر إلى الولايات المتحدة لإتمام دراسته، فحصل على شهادة (ماجستير) العلوم في إدارة الشرطة والأمن العام، مع التخصُّص في إدارة المرور، من جامعة ميتشجان، عام 1386هـ/ 1966م، ونال شهادة معهد الإدارة العامَّة بالرياض في التخطيط والتنمية.

## وظائفه وأعماله
بدأ عمله في شرطة أبها، ثم عُيِّن مديرًا لشرطة القنفذة عام 1371هـ/ 1952م، فمديرًا لشرطة يَنْبُع في العام التالي، ثم نُقل إلى شرطة مكة عام 1375هـ/ 1955م، رئيسًا للمِنطقتين الثالثة والرابعة.
وتدرَّج في الرتب العسكرية، وفي المهام الإدارية، حتى عُيِّن عام 1395هـ/ 1975م مديرًا عامًّا للإدارة العامَّة للسُّجون. وفي عام 1401هـ/ 1980م رُقِّي إلى رتبة فريق. 
وابتُعث في زيارات استطلاعية لإدارات الأمن إلى كل من بريطانيا، والولايات المتحدة، والنمسا، وفرنسا، وسويسرا، وإيطاليا، وهولندا، وألمانيا، واليابان.

#### مؤتمرات
مثَّل السعودية في عدد من المؤتمرات الدَّولية، منها:
- المؤتمر الدَّولي للشرطة الجنائية (الإنتربول)، فينا بالنمسا 1956.
- المؤتمر الدَّولي الخامس للمرور، باريس 1965.
- المؤتمر الدَّولي السابع للدفاع الاجتماعي ضد الجريمة، بغداد 1973.
- المؤتمر الإقليمي السادس لمكافحة المخدِّرات والمُسكِرات، الرياض 1975.
- المؤتمر الدَّولي الخامس لمعاملة المُذنبين، دعت إليه الأمم المتحدة، جنيف 1975.[2]

## نشاطه الأدبي
اشتَهَر بمساجلاته الأدبية مع العديد من الأدباء ولا سيَّما الأديب الشيخ عبد الله بن خميس، والشيخ ابن عقيل الظاهري. وعُني بالدراسات القرآنية وخاصَّة الجانب اللغوي منها، إذ كان واحدًا من حُماة الفصحى والمدافعين عنها بقوة. واعتنى في كثير من مقالاته بتتبُّع الأخطاء اللغوية والنحوية التي يقع فيها الكتَّاب والصَّحَفيون، وتصحيحها. واعتمد في شعره عمودَ الشعر العربي القائم على وحدة الوزن والقافية، وصحَّة المعنى، وسلامة المبنى.    
ولجهوده الأدبية واللغوية اختير عضوًا في مجمع اللغة العربية بالقاهرة، عام 1412هـ/ 1991م.

## مؤلفاته وآثاره
له العديد من المؤلفات تجاوزت (45) مؤلفًا تنوعت بين الدراسات اللغوية والقرآنية والشرطية والأدبية، وتُرجمت إلى عدد من اللغات: الإنجليزية والأردية والفرنسية والألمانية، منها:
1. الأمن والمجتمع، 1973.
2. مكارم الأخلاق في القرآن الكريم، 1975.
3. الأمن في القرآن الكريم، 1977.
4. الأمن في المملكة العربية السعودية، 1978.
5. جولات في رياض الأدب، 1979.
6. الشرطة في الإسلام وتطوُّرها في القرن الرابع عشر، 1982.
7. صور من التاريخ، 1982.
8. الشرطة في الأدب والتاريخ، 1987.
9. كلمات قرآنية أو مفردات القرآن، 1987.
10. المرأة في القرآن الكريم، 1988.
11. الشواهد والأمثال في القرآن الكريم، 1989.
12. الوجيز في النحو، 1990.
13. أخطاء مشهورة ومناقشات لغوية، 1991.
14. خصائص القيادة الناجحة في سِيَر القادة العظماء، 1992.
15. رحلة علمية ورحلات أُخرى، 1992.
16. الأعلام في القرآن الكريم، 3 أجزاء، 1994.[6]

#### شعره
جمع شعره د. أحمد الخاني في ديوان بعنوان "قلب نابض" صدر عام 1428هـ/ 2007م.

## تكريمه
- نال ميدالية التقدير العسكرية من الدرجة الأولى لجهوده في أعمال الحج.
- نال وسام الملك عبد العزيز تقديرًا لخِدْماته.[2]

## أسرته
ابنه عبد الله المعلمي، تولى منصب مندوب السعودية لدى الأمم المتحدة في نيويورك، منذ 2011 حتى 2022. وتشغل ابنته آمال المعلمي منصبَ سفيرة السعودية لدى النرويج منذ عام 2020.

## وفاته
توفي يحيى المعلمي يوم الجمعة 25 جُمادى الأولى 1421هــ الموافق 25 أغسطس (آب) 2000م، عن اثنين وسبعين عامًا.

## وصلات خارجية
- سيرة وحياة الأديب والفريق الراحل يحيى المعلمي رحمه الله في برنامج الراحل مع محمد الخميسي